# Östtyskland (olika betydelser)

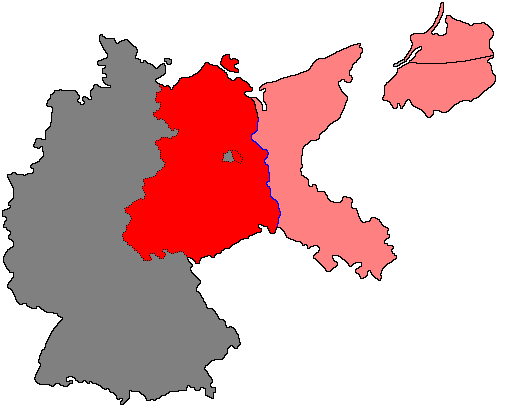
Tyska rikets territorium 1919–1937. Efter andra världskriget sattes de östra delarna (rosamarkerade) under polsk respektive sovjetisk förvaltning. Den sovjetiska ockupationszonen, senare Tyska demokratiska republiken, är markerad i rött och västzonerna, från 1949 Förbundsrepubliken Tyskland och Västberlin, är gråmarkerade.

Östtyskland (tyska: Ostdeutschland) kan avse flera olika områden i östra delen av nuvarande Tyskland eller de stater som föregått den nuvarande tyska statsbildningen. Oftast avses staten Tyska demokratiska republiken (DDR, Deutsche Demokratische Republik) eller det område som historiskt tillhörde staten mellan 1949 och 1990.  
Framför allt inom Tyskland används dock uttrycket också i andra betydelser.  Även i svenskan har uttrycket haft en annan innebörd före Tysklands delning 1945–1990, då Östtyskland före 1945 oftast användes synonymt med Ostelbien.

## Tyska demokratiska republiken
Östtyskland betecknar i svenskt språkbruk vanligen Tyska demokratiska republiken (tyska: Deutsche Demokratische Republik, vanligen förkortat DDR), en suverän stat i östra delen av nuvarande Tyskland som existerade mellan 1949 och 1990.  På samma sätt menas med före detta Östtyskland det territorium som tidigare tillhörde DDR, de så kallade nya förbundsländerna inklusive Östberlin.  Gränsen för detta område gentemot övriga tyska områden i Västtyskland och Västberlin utgjordes av den inomtyska gränsen och Berlinmuren.

### Västtyska benämningar på DDR
Inom Förbundsrepubliken Tyskland (Västtyskland) användes uttrycket Ostdeutschland ofta efter 1945 om de områden som vid krigsslutet satts under polsk respektive sovjetisk administration, medan man undvek att använda det om DDR.  I officiellt västtyskt språkbruk kom därför Sowjetische Besatzungszone (SBZ), ’Sovjetiska ockupationszonen’, och även Mitteldeutschland, ’Mellantyskland’, att användas.  I dagligt tal förekom uttryck som ”Zone” (zonen), ”Drüben” (’därborta’, ’på andra sidan’), ”Sowjetzone”, ”Ostzone”, ”DDR” respektive ”die sogenannte DDR” (’det så kallade DDR’). 
Först efter införandet av Ostpolitik i början av 1970-talet och erkännandet av gränsen med Polen (bland annat Oder–Neisse-linjen) användes DDR respektive Deutsche Demokratische Republik officiellt. Ostdeutschland användes dock inte heller senare officiellt om staten DDR. I Springerkoncernens tidningar fortsatte man länge att skriva ”die sogenannte DDR” eller „DDR“ (alltså med citationstecken) för att markera koncernens avståndstagande från det västtyska diplomatiska erkännandet av DDR.

## Östtyskland före 1945

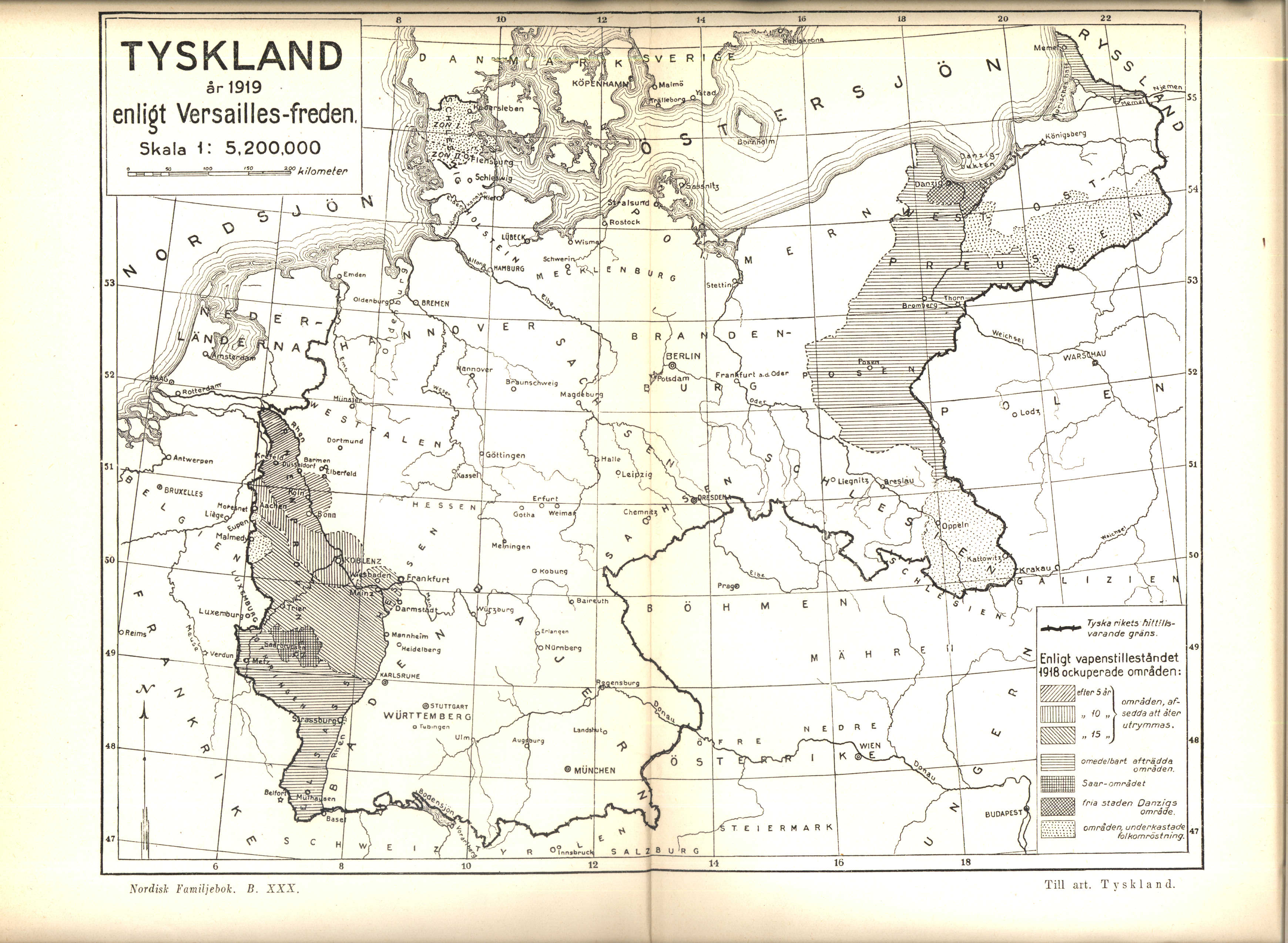
Även efter första världskriget tvingades Tyskland avträda territorier i öst. Områden påverkade av Versaillesfreden 1919 är tonade.

Uttrycket Ostdeutschland användes relativt sällan före 1945, under Tyska kejsardömet, Weimarrepubliken och Nazityskland, men avsåg oftast antingen området öster om floden Elbe, inklusive Mark Brandenburg och delar av Sachsen och Mecklenburg, eller öster om floden Oder, vilket då uteslöt Mecklenburg och större delen av Brandenburg och Sachsen.  Båda dessa definitioner inkluderade även delar av dagens Polen och Ryssland som då var tyska, det vill säga Schlesien, Hinterpommern, Neumark, Västpreussen, Ostpreussen Posen och Danzig.  
1919 avträddes delar av dessa områden till Polen genom Versaillesfreden, och efter andra världskrigets slut 1945 tillföll resterande områden öster om Oder–Neisse-linjen Polen respektive Sovjetunionen.

### Ostelbien
Området öster om floden Elbe koloniserades av tysktalande under Ostsiedlung-perioden omkring 1200-talet, men behöll i olika grad även en västslavisk befolkning. Politiskt och kulturellt formades dessa områden av staten Preussen, som kännetecknades av en övervägande protestantisk och konservativ kultur, där den politiska makten låg hos den landägande klassen av junkrar.  I dessa delar av Tyskland var livegenskap vanligare än i de västra delarna.  Ofta används även uttrycket Ostelbien som beteckning på det historiska Tyskland öster om Elbe.  I allmänhet inkluderades inte de östra delarna av Sachsen, öster om Elbe, i begreppet, utan dessa räknades istället till Oberlausitz.

## Efter återföreningen 1990

### Före detta DDR i modernt språkbruk

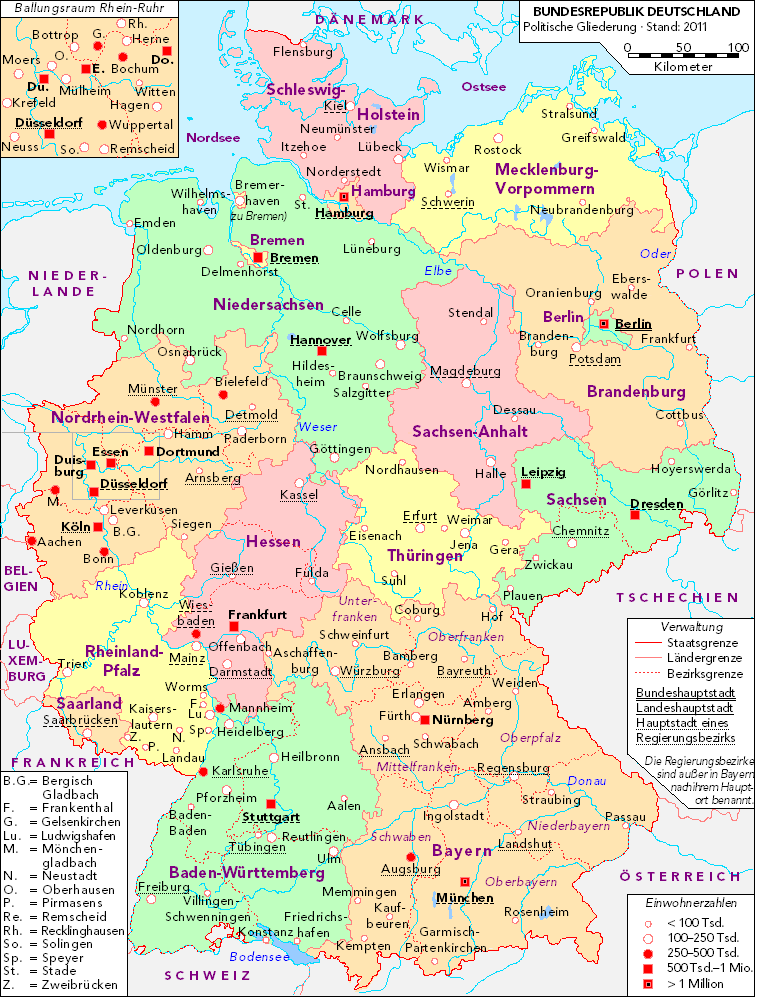
Politisk karta över Tysklands förbundsländer efter återföreningen 1990 och gränsjusteringar 1993.

Sedan Tysklands återförening 1990 betecknas officiellt det tidigare territoriet för staten DDR i Tyskland som de nya förbundsländerna (tyska: Neue Bundesländer) eller det tidigare DDR (tyska: ehemalige DDR).  Fem nya förbundsländer skapades, Brandenburg, Mecklenburg-Vorpommern, Sachsen, Sachsen-Anhalt och Thüringen, medan Västberlin utökades till att även omfatta Östberlin. Uttrycket das Beitrittsgebiet (’det tillkomna området’) förekom under 1990-talet som samlingsnamn för alla områden som tidigare tillhört Tyska demokratiska republiken och senare införlivats i förbundsrepubliken. Anledningen till detta språkbruk är att de nya förbundsländerna inte är helt identiska med det tidigare DDR-territoriet. Dels slogs Östberlin ihop med Västberlin till förbundslandet Berlin, som alltså till större delen varit västtyskt, och dels gjordes även andra mindre justeringar av förbundslandsgränserna omkring den tidigare inomtyska gränsen under 1990-talets början.
Till skillnad från i svenskan, där Östtyskland eller östra Tyskland är relativt etablerad som politisk term för det tidigare DDR, används beteckningen Ostdeutschland sällan officiellt i tyskan för samma område, även om uttrycket används informellt.  Till exempel benämns människor från det tidigare DDR, i synnerhet de födda före återföreningen, för Ostdeutsche eller i slang Ossis.  Dessa beteckningar kan i vissa sammanhang upplevas som nedsättande och används mest informellt.  I officiellt språk används i allmänhet uttryck som Bürger der neuen Bundesländer (medborgare i de nya förbundsländerna), ehemalige DDR-Bürger (tidigare DDR-medborgare)  eller liknande uttryck.
Ostdeutschland som politiskt begrepp har under senare tid kommit att användas inom bland annat nyhetsrapportering och ekonomisk statistik för det tidigare DDR, då området inom bland annat lönebildning och skatter har en särställning inom Tyskland med lägre lönenivåer i kollektivavtal. Man talar då om Tarifgebiet Ost, ’Avtalsområde öst’.

### Regional definition av östra Tyskland

Regional indelning av offentliga radio- och tv-bolag i Tyskland. NDR står för Norddeutscher Rundfunk och MDR för Mitteldeutscher Rundfunk. Tidigare fanns även Ostdeutscher Rundfunk Brandenburg i förbundslandet Brandenburg.

Baserat bland annat på dialekter och kulturhistoria samt geografisk karaktär räknar man ofta Mecklenburg-Vorpommern till Norddeutschland snarare än till Ostdeutschland, då man där talar en lågtysk dialekt. På samma sätt räknar man ofta de förbundsländer som i dagens Tyskland ligger centralt, Thüringen, Sachsen-Anhalt, och oftast delar av Sachsen, där så kallade centraltyska dialekter talas, till Mitteldeutschland, ’Mellantyskland’.  I förbundsländerna Thüringen, Sachsen-Anhalt och Sachsen används begreppet Mitteldeutschland ofta officiellt för att särskilja dessa delar av tidigare DDR från de mer glesbefolkade och fattigare förbundsländerna i norr. Området Mitteldeutschland kan även omfatta hela eller delar av det tidigare västtyska förbundslandet Hessen.  Denna delning synliggörs bland annat i namnen på de tyska offentliga tv- och radiobolagen NDR och MDR, Norddeutscher Rundfunk respektive Mitteldeutscher Rundfunk, vars områden inbegriper delar av de nya förbundsländerna. I denna terminologi menas då vanligen endast Berlin och Brandenburg med Ostdeutschland.  Även uttrycket Nordostdeutschland förekommer.

## Östtyskland inom meteorologi och geografi
Inom meteorologi och geografi förekommer uttrycket Ostdeutschland om området öster om en tänkt linje genom Lübeck, Wolfsburg, Erfurt, Nürnberg och München. Denna gräns motiveras bland annat av skillnader i klimat och nederbörd; Östtyskland i denna mening är då området som har ett mer kontinentalt klimat, med större temperaturvariationer och mindre nederbörd, i motsats till ett kustklimat i väster.

## I andra språk
I engelskt språkbruk syftar man i allmänhet på DDR med Eastern Germany och det före detta DDR-territoriet med former Eastern Germany. Med former eastern territories of Germany eller the historical Eastern Germany avses oftast istället de tidigare tyska områdena i dagens Polen och Ryssland.